# نخل (کتاب)
نخل از آثار داستانی هوشنگ مرادی کرمانی است که در سال ۱۳۸۱ برای نخستین بار چاپ شده‌است و تا سال ۱۳۹۶ به چاپ چهاردهم رسیده‌است. این کتاب توسط انتشارات معین منتشر شده‌است.
این داستان به زبان ساده و روان است و در فضای روستا روایت می‌شود. درویش مشهوری به روستا آمده‌است؛ پسربچه‌ای به نام مراد هسته خرمایی را به درویش می‌دهد تا آن را بکارد و درویش قول می‌دهد دانه به درخت نخل تبدیل شود…

این کتاب توسط کریس لیر و لیلا سحابی به انگلیسی ترجمه شده‌است و این ترجمه نیز توسط انتشارات معین منتشر شده‌است.

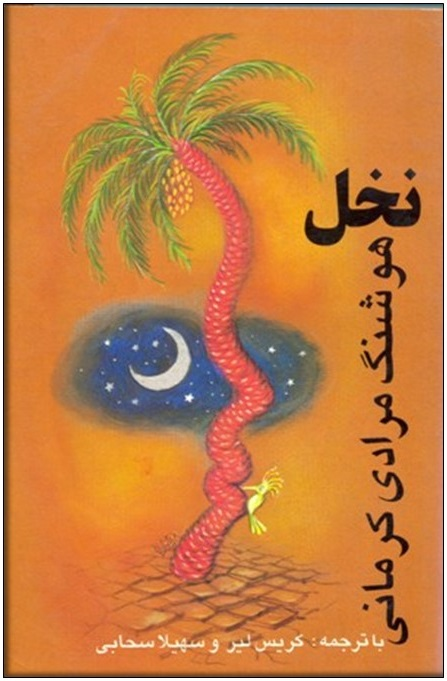
ترجمه انگلیسی کتاب نخل